# Xã Sverdrup, Quận Griggs, Bắc Dakota
Xã Sverdrup (tiếng Anh: Sverdrup Township) là một xã thuộc quận Griggs, tiểu bang Bắc Dakota, Hoa Kỳ. Năm 2010, dân số của xã này là 92 người.